# Conceição do Canindé
Conceição do Canindé est une municipalité brésilienne située dans l'État du Piauí.